# المسجد الأموي (جرش)
المسجد الأموي في جرش، ويقع في وسط المدينة الأثرية في جرش، على إحدى زوايا تقاطع الشارع الرئيسي الكاردو مع الشارع الفرعي الديكمانوس، اكتشف المسجد عام 2002 ميلادي، من قبل جامعة كوبنهاغن الدانماركية وبالتعاون مع دائرة الآثار الأردنية العامة، ويعود بتاريخه إلى الربع الثاني من القرن الثامن ميلادي، ربما إلى فترة حكم الخليفة الأموي هشام بن عبد الملك (724 - 734 ميلادي) / (105-125 هـجري).

## اكتشاف المسجد
ترجع الدلائل الأولى لاكتشاف المسجد الأموي إلى الفترة ما بين عام 1929م و 1934م من قبل جامعة ييل الأمريكية جامعة ييل، حيث كشفت تنقيبات الجامعة في المنطقة عن بعض فترات الإستطيان الإسلامية المبكرة فوق أنقاض الإستيطان الروماني. حيث كشف عن جزء من الزاوية الشمالية الشرقية من المسجد. ولم يكن معروف تماماً في هذه الفترة ماهية الجزء المعماري المكتشف في التنقيبات، سوى كونه جزء من مبنى يعود للفترة الإسلامية المبكرة.
وفي صيف عام 2002 م ، أجرت جامعة كوبنهاغن الدانماركية وبالتعاون مع دائرة الآثار العامة تنقيبات الأثرية في المنطقة التي كان يعتقد الكثيرون بأنها تحتضن مسجد المسلمين الجامع في مدينة جرش ، وبالفعل أكدت الحفريات وجود مسجد في هذه المنطقة، فتركزت الحفريات على تحديد وتسجيل الملامح المعمارية وأساسات المسجد المتبقية، من أروقة وجدار القبلة وصحن، وقاعة الصلاة، والمحراب، وكانت المفاجئة احتواء المسجد على محرابين،  عكس ما كان متوقعا بالعثور على محراب واحد فقط. ليتم الكشف فيما بعد عن محراب ثالث في جدار القبلة.

## العناصر المعمارية للمسجد
يعد المسجد الأموي في جرش من المساجد الكبيرة نوعاً ما، جاء مخطط المسجد مستطيل الشكل، حيث بلغت أبعاده 38,90 متراً من الشرق للغرب× 44,50 متراً من الشمال للجنوب، أُعيد بناء ما تبقى من المسجد بالكامل تقريباً من خلال ما تبقى من خصائص سطحية مرئية، كان معضمها عبارة عن امتدادات لجدران، مدعمة مع بعض تفاصيل معمارية متعددة كشفت خلال التنقيبات الأثرية في المسجد. يتكون المسجد من:
- صحن مكشوف.
- قاعة للصلاة منفصلة:

بلغت المساحة الكتشفة منها حوالي 13,80 متراً وكانت بناءً على رأي المنقب البروفسور آلن وميسلي Alan Walmsley معمدة تحتوي على سقف مبلط، ورصفت أرضيتها بألواح حجرية وفرشت بالحصير، وتتسع تقريباً إلى 450 مصلي.
- الأروقة المعمدة:

اشتملت على الأروقة الجانبية، ورواق المؤخرة والقبلة.
- المحاريب:

احتوى جدار القبلة للمسجد على ثلاث محاريب، جاء أوسطها الأكبر حجماً ويعتقد بأن المحاريب كانت تحمل قباب نصف دائرية.
- المداخل:

يعتقد أن المسجد احتوى على ثلاثة مداخل على الأقل، ولكن مخطط المسجد يظهر مدخلين: الأول في الجهة الشمالية من المسجد المطلة مباشرة على الشارع الفرعي الديكمانوس، والثاني في الجهة الشرقية من المسجد المطلة مباشرة على الشارع الرئيسي الكاردو وعلى الأسواق.
- البرج

احتوى المسجد في الزاوية الشمالية الشرقية على برج بلغ قطره حوالي 4,50 متر مربع، يعتقد بأنه استخدم كمأذنة للمسجد.

## اقرأ أيضًا
- المسجد الحسيني.
- مسجد عجلون الكبير.
- مسجد لستب الأثري.
- الوقف في الأردن
- المسجد العمري (الكتة)
- مقام الصخراوي (صخرة)